# Dominio Gujō

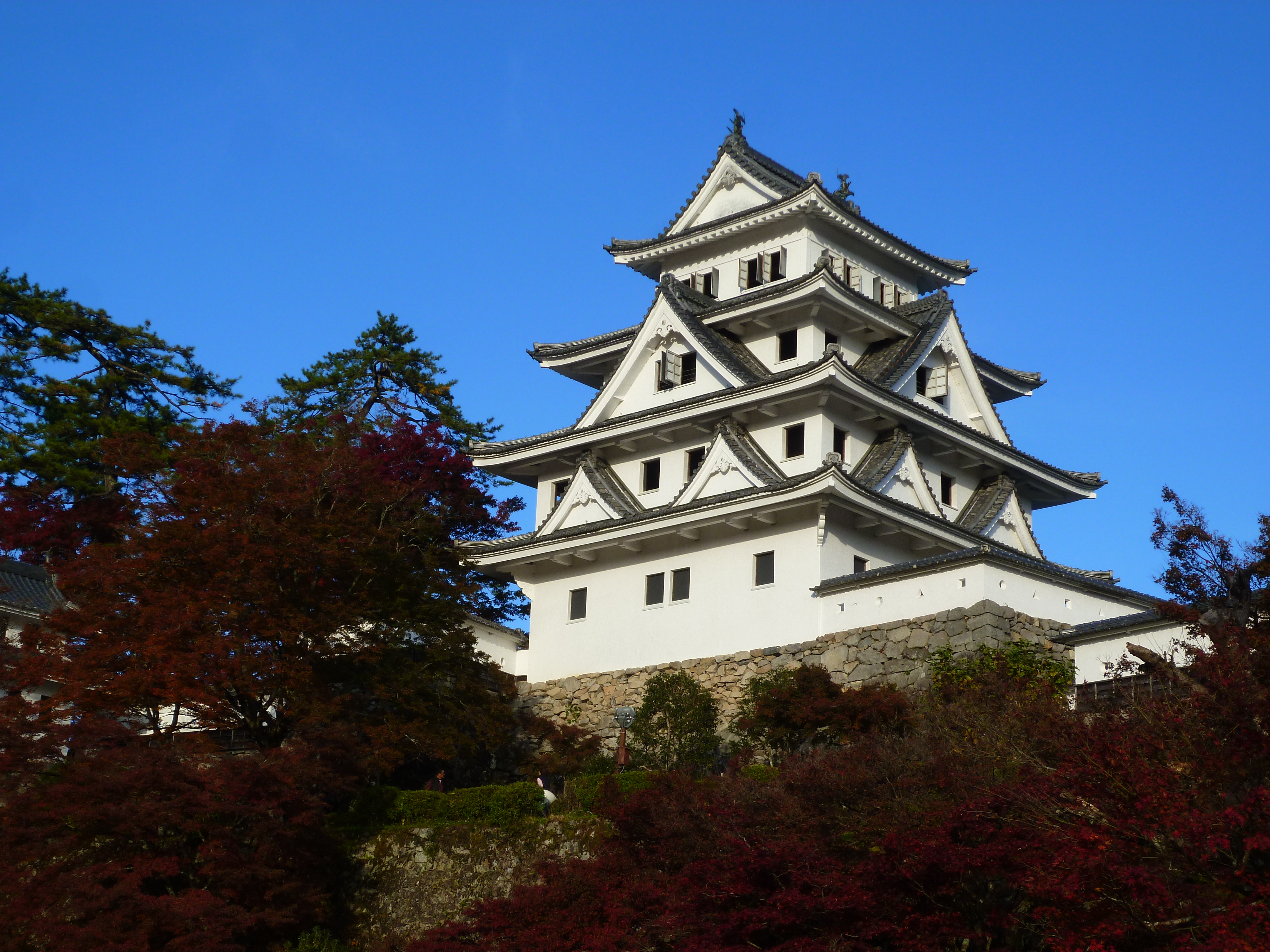
tenshu reconstruido del castillo Gujō-Hachiman

El dominio Gujō (郡上藩 Gujō -han) fue un dominio feudal fudai del Japón del período Edo. Estaba ubicado en el norte de la provincia de Mino y en el sur de la provincia de Echizen, en el centro de Honshū. El dominio estaba centrado en el castillo Gujō Hachiman, ubicado en lo que ahora es la ciudad de Gujō en la prefectura de Gifu. Por este motivo, también se le llamó Hachiman-han (八幡藩).

## Historia
Durante el período Sengoku, el área alrededor de Gujō estaba controlada por el clan Endō, que juró lealtad a Oda Nobunaga, seguido por Toyotomi Hideyoshi . Bajo Hideyoshi, fueron reducidos a servir bajo el clan Inaba ; sin embargo, después de la Batalla de Sekigahara, los Inaba fueron transferidos al dominio Usuki en la provincia de Bungo, y el clan Endō fue restaurado a sus antiguos territorios, convirtiéndose en daimyō del dominio Gujō de 27.000 koku de 1600 a 1693. El tercer daimyō Endō, Endō Tsunetomo, redujo el dominio a 24.000 koku al otorgar 2.000 koku y 1.000 koku a dos de sus hermanos menores, pero logró elevar su estatus oficial al de "castellano". Su sucesor, Endō Tsuneharu, enfrentó problemas con las revueltas campesinas, y su sucesor, Endō Tsunehisa, era menor de edad y murió envenenado poco después de asumir el cargo. Sin embargo, el clan Endō escapó del atacante y fue transferido al dominio Mikami de 10.000 koku en la provincia de Shimotsuke, donde residieron hasta la restauración Meiji.